# Nils Tamm
Nils Arvid Oskar Fredrik Tamm, född 20 juni 1876 på Ådö, Låssa socken, död 6 augusti 1957 på Kvistaberg, Bro socken, var en svensk godsägare, konstnär, hedersdoktor och amatörastronom. Hans aska förvaras i en nisch i fundamentet till hans gamla observatorium på Kvistaberg. Han var sonson till Claes Anton Tamm.

## Biografi
Nils Arvid Oskar Fredrik Tamm föddes på Ådö herrgård, Låssa socken i Uppland som den yngste bland fyra bröder. Hans föräldrar var brukspatron Per Gustaf Tamm i sitt äktenskap med Ebba Sofia Amalia Gussander.
Efter studentexamen år 1895 studerade Tamm matematik och astronomi vid Uppsala universitet med Nils Dunér och Östen Bergstrand som astronomilärare. Efter några år tog hans konstintresse över, och han flyttade till Stockholm. Tamm antogs vid  Konstakademien och studerade där under åren 1899–1903. Han fortsatte sedan sina konststudier i Frankrike och Italien. 
Efter återkomsten till Sverige flyttade han år 1909 till den ärvda familjeegendomen Kvistaberg vid Mälaren, strax söder om Bro.

### Konstnär
Han studerade vid Konstakademien i Stockholm 1899–1905 där han belönades med den hertliga medaljen under sin studietid och deltog samtidigt i undervisningen vid Axel Tallbergs etsningsskola. Han gjorde flera studie- och målarresor till Frankrike och Italien 1903–1908. Som konstnär var Tamm främst landskapsmålare, och då närmast av den äldre genren. Rent tekniskt var han mycket skicklig, och utformade sina landskapsmotiv detaljerat och med stor naturtrogenhet. De flesta motiven hämtade han från området kring egendomen Kvistaberg som han fick av sin far 1907 och där han bodde. Hans målning "Islossning" belönades med hertiglig medalj av Konstakademien år 1903. Tamm är representerad vid Upplandsgården Gammel-Gränome.

### Astronom

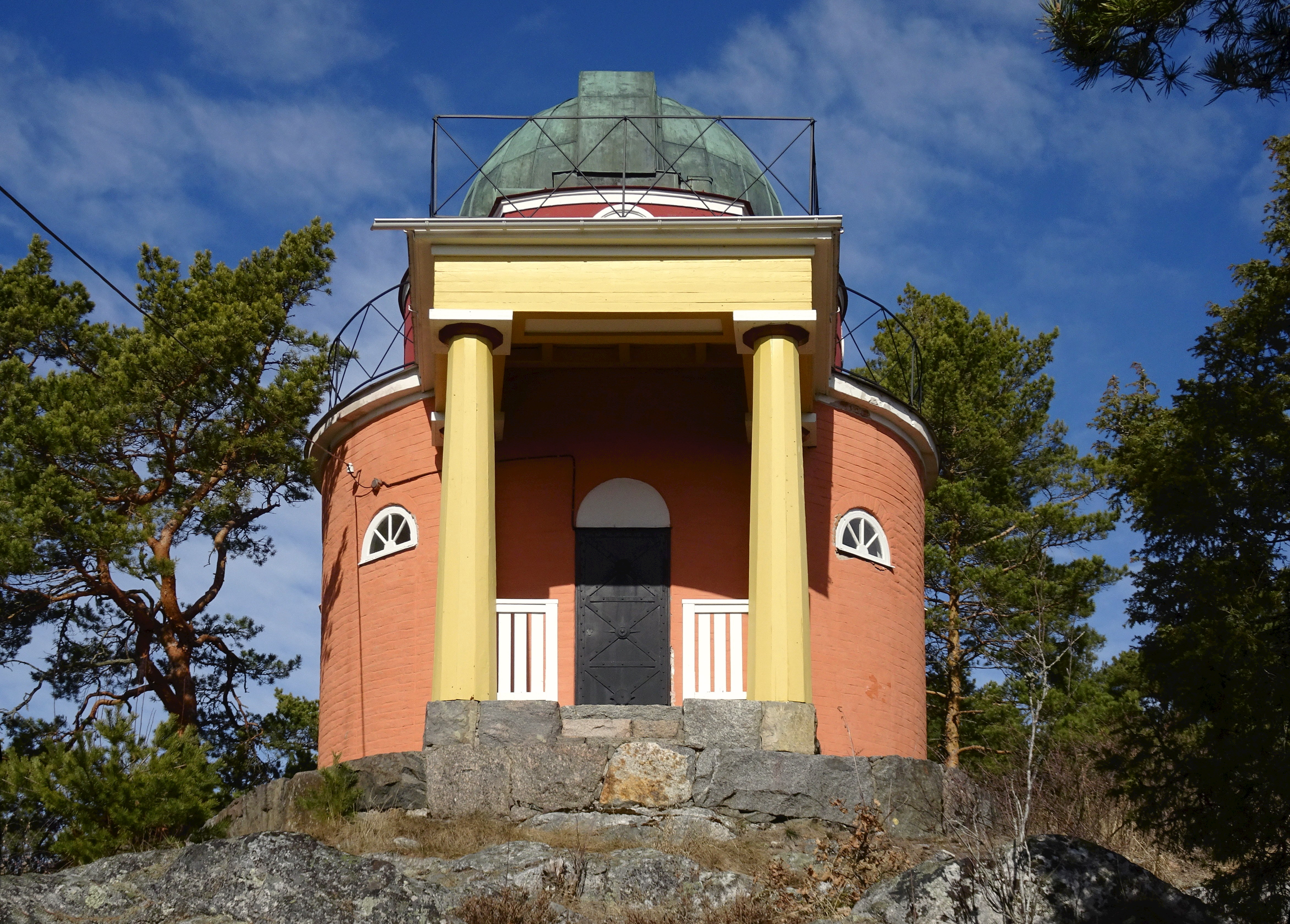
Nils Tamms observatorium på Kvistaberg.

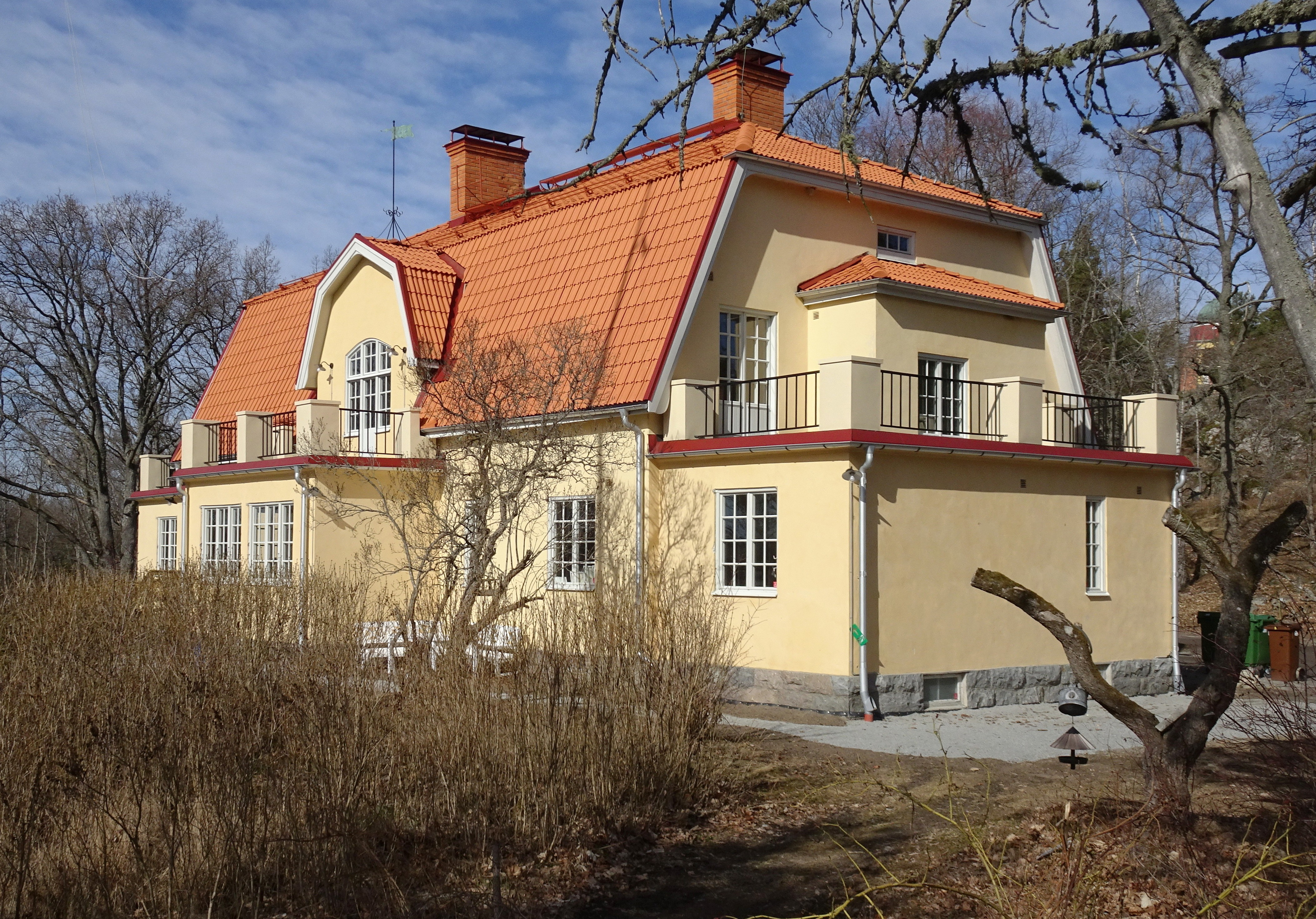
Gården Kvistaberg.

Han fick tidigt ett stort intresse för optik samt astronomi, och byggde 1918–1919 ett eget astronomiskt observatorium, Kvistabergs observatorium, på gården Kvistaberg. Som astronom studerade han bland annat variabla stjärnor och planeten Mars, samt blev världskänd för sina upptäckter av ett antal novor under främst 1920- och 1930-talet, bland annat den "Tammska novan". Han var en skicklig fotograf, och kombinerade ofta konst och astronomi i sina astrofotografier. Nils Tamm var en av grundarna av Svenska astronomiska sällskapet år 1919, och medverkade mycket aktivt i föreningens arbete under årens lopp. Han invaldes som medlem i den Internationella astronomiska unionen (IAU) år 1938.

### Donator
Tamm donerade Kvistabergs observatorium med tillhörande egendom och utrustning samt en stor penningsumma till Uppsala universitet år 1944, men bodde kvar i huvudbyggnaden fram till sin död 1957.

### Utmärkelser
Nils Tamm fick under årens lopp motta flera utmärkelser. År 1936 blev han riddare av Nordstjärneorden, och 1949 kommendör av Vasaorden. Den förnämsta utmärkelsen var emellertid det hedersdoktorat som Uppsala universitet tilldelade honom 1944 för hans astronomiska insatser.
En av asteroiderna, i samband med projektet UESAC 1992–93, har namngivits efter Tamm och heter 7833 Nilstamm.

### Övriga intressen
Nils Tamm hade många intressen, till exempel litteratur, historia och  filosofi. Han var även en stor stödjare av scoutrörelsen, lät bygga flera scoutstugor på sina ägor, samt fick flera hedersutmärkelser från Svenska Scoutförbundet. Tamm var också intresserad av elektronik, byggde bland annat sin egen radioutrustning, och tillhörde från 1920-talet den första generationen av radioamatörer i Sverige med anropssignalen SMTC (senare SM5TC) samt blev genom sina många radiokontakter känd bland radioamatörer över hela världen.